# 石川県立野々市明倫高等学校
石川県立野々市明倫高等学校（いしかわけんりつ ののいちめいりんこうとうがっこう、英: Ishikawa Prefectural Nonoichi Meirin High School）は、石川県野々市市下林にある公立の高等学校。県立高校としては比較的新しく設置された。「明倫」の名は、今の兼六園西南部にあった加賀藩の重臣横山氏の邸地に創立された藩校で、「孟子」の一節に由来する文学校「明倫堂」に因んでいるが直接の関係はない。「明倫」とは「人の道を明らかにする」ことの意。通称は「明倫（めいりん）」。

## 設置学科
- 普通科

## 概要
- 野々市市内に存する唯一の高等学校である。開校時期が石川県立金沢泉丘高等学校の新校舎建設の時期と重なったこともあり、校舎の概観は同高校に非常に似ている。

## 沿革
- 1979年（昭和54年）12月19日 - 野々市地区高等学校用地買収。
- 1981年（昭和56年）7月9日 - 野々市地区高等学校第一期工事着工。
- 1982年（昭和57年）
  - 4月 - 石川県教育委員会事務局内に野々市地区高等学校開設準備室を設置。
  - 10月15日 - 石川県立学校条例および石川県高等学校規則の一部改正により、石川県立野々市明倫高等学校を設置。
  - 12月20日 - 第1期工事が完成、新校舎へ移転。
- 1983年（昭和58年）
  - 2月 - 管理棟着工（職員室）。
  - 5月 - 自転車置場完成。
  - 10月 - 管理教室棟着工。
  - 10月15日 - 開校式挙行。
  - 11月 - 管理棟完成（職員室）。
- 1984年（昭和59年）
  - 8月 - 第1体育館着工。
  - 10月15日 - 創立記念式催行。
  - 12月 - 部室棟着工。
- 1985年（昭和60年）
  - 2月 - 管理教室棟完成。
  - 4月 - 部室棟・自転車置場・校舎外構工事完成。
  - 5月 - 第1体育館・体育館外構工事完成。
  - 10月 - 校舎落成式及び「堅心」銅像除幕式挙行。
- 1987年（昭和62年）2月 - 自転車置場増設。
- 1988年（昭和63年）3月 - 自転車置場再増設。
- 1992年（平成4年）10月15日 - 創立10周年記念植樹式（樫）・記念碑除幕式挙行。
- 1995年（平成7年）4月 - 制服改定。
- 1996年（平成8年）3月 - 第2部室棟完成。
- 1997年（平成9年）3月 - 第3部室棟完成。
- 2005年（平成17年）6月 - 普通教室に冷房機設置。
- 2013年（平成25年）4月 - 制服改定。
- 2017年（平成29年）11月 - 南棟大規模改修工事完成。
- 2018年（平成30年）10月 - 特別教室棟大規模改修工事完成。

## 教育方針
「教育目標達成に資するため、特に次の諸点に留意する。」
1. 自学自習の習慣を身につけ、創造性を養い、社会人を切り拓く人間の育成に努める。
2. 心身の調和のとれた情操豊かで思いやりのある人間の育成に努める。
3. たくましい体力と精神力を養成し、意欲的に行動できる人間の育成に努める。

### 教育目標
知性をみがき、徳性を涵養し、心身ともに逞しい人間の育成に努める。

## 学校行事
- 4月 入学式
- 6月 2年修学旅行 1.3年遠足
- 7月 クラスマッチ
- 8月 明倫祭
- 11月 文化教室
- 3月 卒業式、クラスマッチ

## 部活動
男子ソフトボール部やレスリング部、フェンシング部、女子サッカー部など県内の他の高校にはない特色ある部活が存在している。
硬式野球部は2007年（平成19年）の夏の甲子園石川大会にて決勝戦にまで進出、星稜高校に敗退して、初の甲子園出場は果たせなかった。
- 運動部 - 野球、陸上競技、サッカー（男・女）、ソフトボール（男・女）、バドミントン（男・女）、バレーボール（男・女）、バスケットボール（男・女）、剣道、弓道、卓球、テニス（男・女）、山岳、フェンシング、レスリング、ボウリング競技、水泳競技
- 文化部 - 吹奏楽、茶道、華道、家庭、演劇、放送、藝術（美術・書道）、ボランティア、合唱、サイエンス、英語、新聞

## 校歌
作詞：陶山弘一、作曲：中村外治

## 所在地
〒921-8831 石川県野々市市下林三丁目309番地

## アクセス
近隣在住の生徒が多く、自転車通学の生徒が大多数である。また冬季はスクールバスが運行されるが、2015年冬は利用者の減少に伴い運行されなかった。
- 北陸鉄道バス 「明倫高校前」停留所すぐ、「稲荷」停留所 徒歩15分
- 北陸鉄道石川線額住宅前駅 徒歩20分
- ののいちコミュニティバスのっティ中央・西部ルート「明倫高校前」停留所すぐ

## 著名な関係者

### 出身者
- 石川和之 - 声優[要出典]
- 道井悠 - 声優[1]
- 上野政英 - 陸上選手・2007年アジア選手権男子100m銀メダリスト